# VM i cykelcross 2024
Verdensmesterskaberne i cykelcross 2024 var den 75. udgave af VM i cykelcross. Mesterskabet fandt sted fra 2. til 4. februar 2024 i den tjekkiske by Tábor i regionen Sydbøhmen.

## Resultater
| Event          | Guld | Guld       | Sølv | Sølv     | Bronze | Bronze   |
| -------------- | --- | ---------- | --- | -------- | --- | -------- |
| Herrer         | |            | |          | |          |
| Herrer elite   | Mathieu van der Poel                                                                                               | 58' 14"    | Joris Nieuwenhuis                                                                                               | + 37"    | Michael Vanthourenhout | + 1' 06" |
| Herrer U23     | Tibor Del Grosso                                                                                                   | 52' 02"    | Emiel Verstrynge                                                                                                | + 27"    | Jente Michels | + 27"    |
| Herrer junior  | Stefano Viezzi | 42' 01"    | Keije Solen | + 9"     | Kryštof Bažant | + 31"    |
| Damer          | |            | |          | |          |
| Damer elite    | Fem van Empel | 46' 19"    | Lucinda Brand                                                                                                   | + 1' 20" | Puck Pieterse | + 1' 54" |
| Damer U23      | Zoe Bäckstedt | 48' 28"    | Kristýna Zemanová                                                                                               | + 44"    | Leonie Bentveld | + 55"    |
| Damer junior   | Célia Gery | 37' 01"    | Cat Ferguson | + 6"     | Viktória Chladoňová | + 14"    |
| Blandet        | |            | |          | |          |
| Blandet stafet | Frankrig · Rémi Lelandais · Hélène Clauzel · Martin Groslambert · Lauriane Duraffourg · Aubin Sparfel · Célia Gery | 1t 01' 23" | Storbritannien · Cameron Mason · Anna Kay · Corran Carrick-Anderson · Zoe Bäckstedt · Oscar Amey · Cat Ferguson | s.t.     | Belgien · Michael Vanthourenhout · Sanne Cant · Ward Huybs · Julie Brouwers · Arthur Van den Boer · Shanyl De Schoesitter | + 32"    |